# Фульвета золотиста

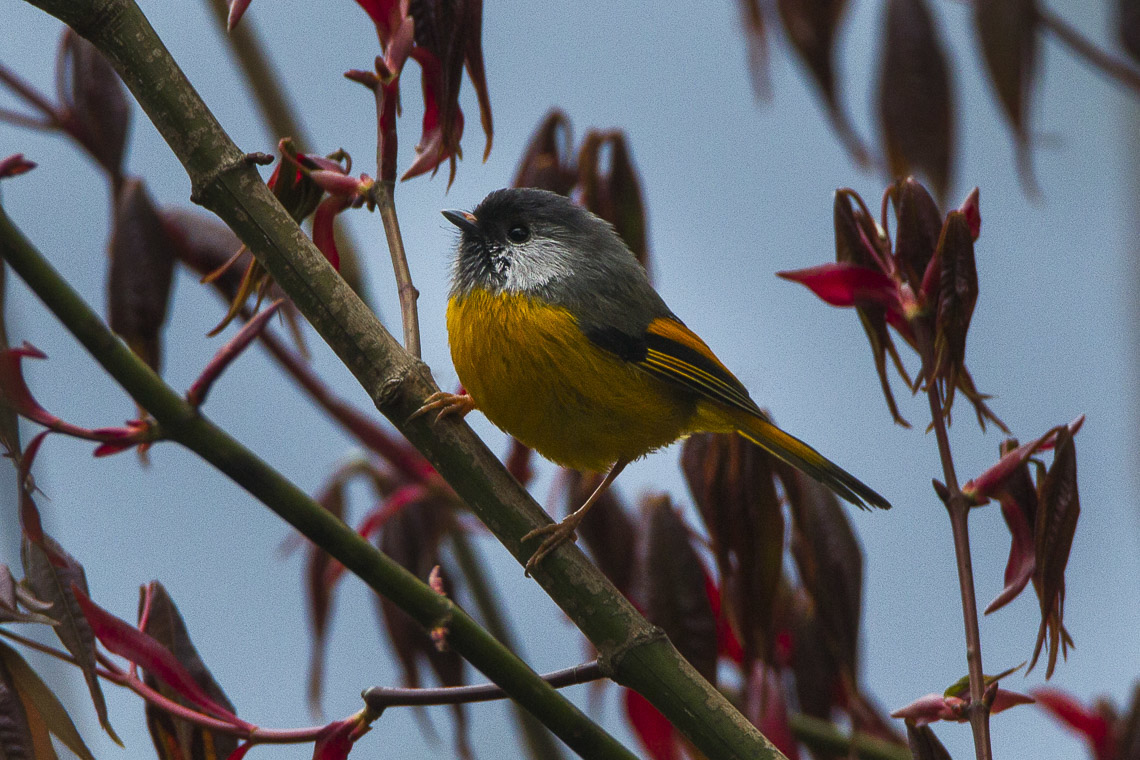
Золотиста фульвета (Бутан)

Фульве́та золотиста (Lioparus chrysotis) — вид горобцеподібних птахів родини суторових (Paradoxornithidae). Мешкає в Гімалаях і Південному Китаї. Це єдиний представник монотипового роду Золотиста фульвета (Lioparus).

## Опис
Довжина птаха становить 10-11,5 см, вага 5-10 г. Верхня частина тіла чорнувато-сіра. Нижня частина тіла і крайні стернові пера оранжево-жовті, на крилах оранжево-жовті смужки. Забарвлення голови різниться в залежності від підвиду: у представників номінатичного підвиду голова і горло сірі, скроні сріблясто-сірі, у представників підвиду L. c. robsoni голова оливкова, горло, обличчя і скроні жовті, у інших підвидів голова чорнувата, горло чорне, на темні біла смуга. Виду не притаманний ставтевий диморфізм.

## Підвиди
Виділяють шість підвидів:
- L. c. chrysotis (Blyth, 1845) — центральні і східні Гімалаї (від східного Непалу до Сіккіму, Бутану і східного Ассаму);
- L. c. albilineatus Koelz, 1954 — Північно-Східна Індія (південний Ассам, Нагаленд, Маніпур);
- L. c. forresti (Rothschild, 1926) — півднічно-східна М'янма і південний Китай (північно-захіний Юньнань);
- L. c. swinhoii (Verreaux, J, 1871) — центральний і південно-східний Китай (південь Шеньсі, центральний Сичуань, північно-східний Юньнань і північний захід Гуансі);
- L. c. amoenus (Mayr, 1941) — південний Китай (південно-східний Юньнань) і північний В'єтнам;
- L. c. robsoni (Eames, JC, 2002)[9] — центральний В'єтнам (гора Нгоклінь в провінції Контум).

## Поширення і екологія
Золотисті фульвети мешкають в Індії, Непалі, Бутані, Китаї, М'янмі і В'єтнамі. Вони живуть у широколистяних вічнозелених гірських лісах та у бамбукових заростях. Зустрічаються на висоті від 1100 до 3050 м над рівнем моря, переважно на висоті від 2000 до 2800 м над рівнем моря, взимку мігрують в долини. Живляться комахами, дрібними плодами і ягодами. Взимку утворюють зграйки до 30 птахів, часто приєднуються до змішаних зграй птахів. Гніздування в Індії відбувається у травні-червні, в М'янмі і Китаї з квітня по червень. Гніздо чашоподібне або куполоподібне з бічним входом, розміщується в чагарниках, на висоті від 0,4 до 1 м над землею. В кладці від 3 до 5 рожевуватих або білуватих яєць, поцяткованих коричневими плямками.